# Chiesa di San Pietro Apostolo (San Pietro di Stra)
La chiesa di San Pietro Apostolo è la parrocchiale di San Pietro di Stra, in città metropolitana di Venezia e diocesi di Padova.

## Storia

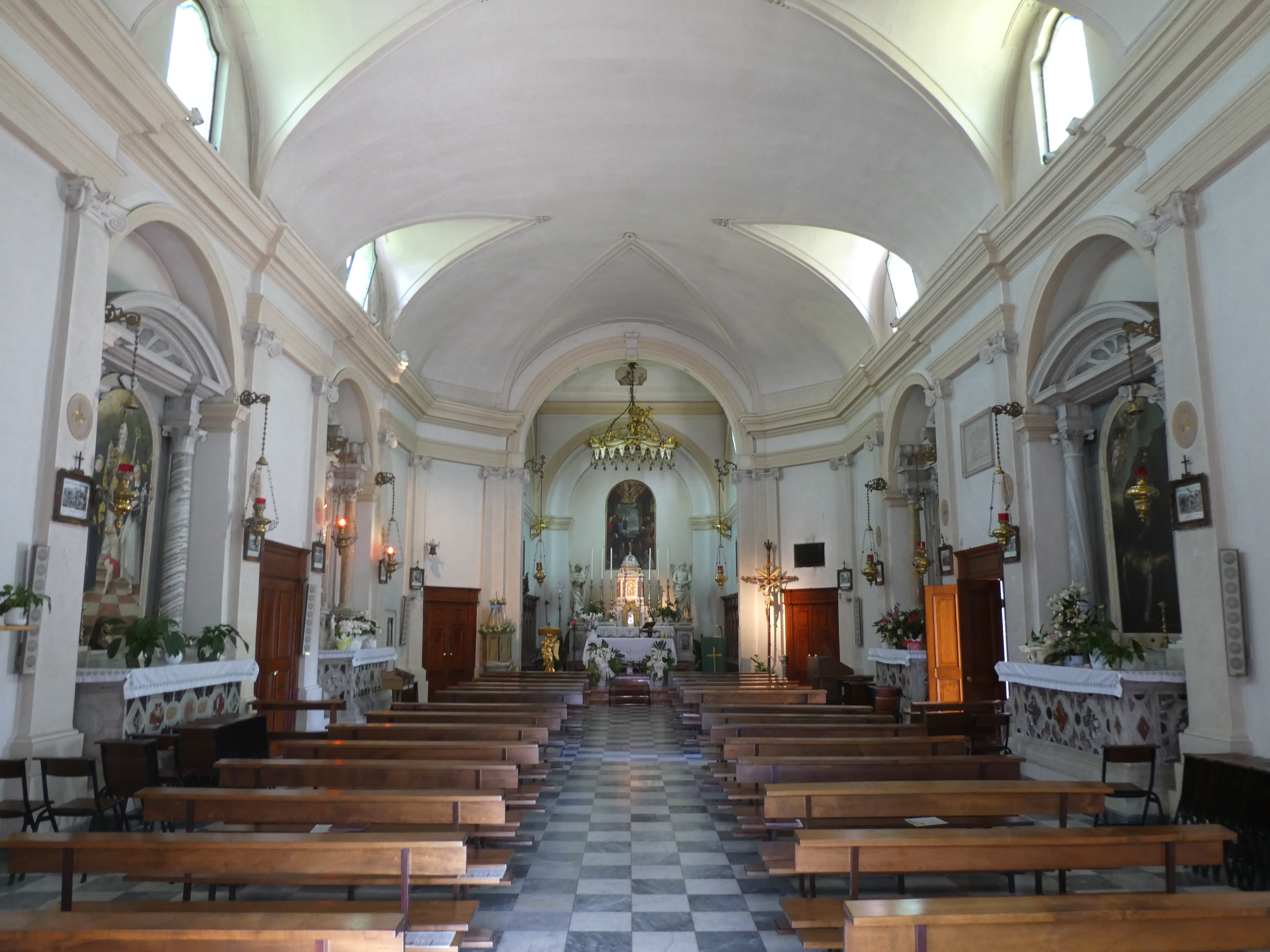
Interno

La prima citazione della chiesa di San Pietro, allora chiamata San Pietro de Strata, risale al 1171. Si sa che, nel 1172, papa Alessandro III prese sotto la sua protezione questa chiesa e la stessa azione verrà ripetuta dai papi Urbano III (1186), Innocenzo III (1200) e Onorio III (1226). Nel 1770 la chiesa fu rifatta e venne consacrata il 22 aprile 1838 dal vescovo di Padova Modesto Farina. 
Anticamente chiamata Stra, nel 1935 questa parrocchia venne ridenominata San Pietro di Stra ed il precedente nome venne assunto dalla parrocchia del capoluogo comunale, fino ad allora denominata Santa Maria di Fossolovara.